# Campeonato Europeo de Atletismo en Pista Cubierta de 1981
El XII Campeonato Europeo de Atletismo en Pista Cubierta se celebró en Grenoble (Francia) entre el 21 y el 22 de febrero de 1981 bajo la organización de la Asociación Europea de Atletismo (AEA) y la Federación Francesa de Atletismo.
Las competiciones se llevaron a cabo en el Palais des Sports de la ciudad francesa. Participaron 259 atletas de 23 federaciones nacionales afiliadas a la AEA.

## Resultados

### Masculino
| Evento                    | Oro                                                   | Plata                                       | Bronce                                       |
| ------------------------- | ----------------------------------------------------- | ------------------------------------------- | -------------------------------------------- |
| 50 m (21.02)              | Marian Woronin · Polonia · 5,85 s                     | Vladimir Muraviov Unión Soviética 5,76 s    | Andréi Shliapnikov Unión Soviética 5,77 s    |
| 400 m (22.02)             | Andreas Knebel República Democrática Alemana 46,52    | Martin Weppler Alemania Occidental 46,88    | Stefano Malinverni · Italia · 46,92          |
| 800 m (22.02)             | Herbert Wursthorn Alemania Occidental 1:47,70         | Andras Paróczai · Hungría · 1:47,73         | Antonio Páez · España · 1:48,71              |
| 1500 m (22.02)            | Thomas Wessinghage Alemania Occidental 3:42,64        | Uwe Becker Alemania Occidental 3:43,02      | Mirosław Żerkowski · Polonia · 3:44,32       |
| 3000 m (22.02)            | Alexandre González Francia                            | Evgeni Ignatov Bulgaria                     | Valeri Abramov Unión Soviética               |
| 60 m vallas (22.02)       | Arto Bryggare · Finlandia · 6,47                      | Javier Moracho · España · 6,48              | Guy Drut Francia 6,54                        |
| Salto de altura (21.02)   | Roland Dalhäuser · Suiza · 2,28 m                     | Carlo Thränhardt Alemania Occidental 2,25 m | Dietmar Mögenburg Alemania Occidental 2,25 m |
| Salto con pértiga (22.02) | Thierry Vigneron Francia 5,70                         | Alexandr Krupski Unión Soviética 5,65       | Jean-Michel Bellot Francia 5,65              |
| Salto de longitud (22.02) | Rolf Bernhard · Suiza · 8,01                          | Antonio Corgos · España · 7,97              | Shamil Abbiasov Unión Soviética 7,95         |
| Salto triple (21.02)      | Shamil Abbiasov Unión Soviética 17,30                 | Klaus Kübler Alemania Occidental 16,73      | Aston Moore Reino Unido 16,73                |
| Peso (22.02)              | Reijo Ståhlberg · Finlandia · 19,88                   | Luc Viudès Francia 19,41                    | Zlatan Saračević Yugoslavia 19,40            |
| 5000 m marcha (22.02)     | Hartwig Gauder República Democrática Alemana 19:08,59 | Maurizio Damilano · Italia · 19:13,90       | Gérard Lelièvre Francia 19:55,02             |

### Femenino
| Evento                    | Oro                                                     | Plata                                              | Bronce                                                |
| ------------------------- | ------------------------------------------------------- | -------------------------------------------------- | ----------------------------------------------------- |
| 50 m (22.02)              | Sofka Popova Bulgaria 6,17 s                            | Linda Haglund · Suecia · 6,17 s                    | Marita Koch República Democrática Alemana 6,19 s      |
| 400 m (22.02)             | Jarmila Kratochvílová Checoslovaquia 50,07              | Natalia Bochina Unión Soviética 52,32              | Verona Elder Reino Unido 52,37                        |
| 800 m (22.02)             | Hildegard Ullrich República Democrática Alemana 2:00,94 | Svetla Koleva Bulgaria 2:01,37                     | Nikolina Shtereva Bulgaria 2:02,50                    |
| 1500 m (22.02)            | Agnese Possamai · Italia · 4:07,49                      | Valentina Ilinyj Unión Soviética 4:08,17           | Liubov Smolka Unión Soviética 4:08,64                 |
| 60 m vallas (21.02)       | Zofia Bielczyk · Polonia · 6,74                         | Mariya Kemenchezhi Unión Soviética 6,80            | Tatiana Anisimova Unión Soviética 6,81                |
| Salto de altura (22.02)   | Sara Simeoni · Italia · 1,97 m                          | Elżbieta Krawczuk · Polonia · 1,94 m               | Urszula Kielan · Polonia · 1,94 m                     |
| Salto de longitud (22.02) | Karin Antretter Alemania Occidental 6,77                | Sigrid Ulbricht República Democrática Alemana 6,66 | Jasmin Fischer Alemania Occidental 6,65               |
| Peso (21.02)              | Ilona Slupaniek República Democrática Alemana 20,77     | Helena Fibingerová Checoslovaquia 20,64            | Helma Knorscheidt República Democrática Alemana 20,12 |

## Medallero
| Núm. | País           | Oro | Plata | Bronce | Total |
| ---- | -------------- | --- | ----- | ------ | ----- |
| 1    | RDA            | 4   | 1     | 2      | 7     |
| 2    | RFA            | 3   | 4     | 2      | 9     |
| 3    | Francia        | 2   | 1     | 3      | 6     |
| 4    | Polonia        | 2   | 1     | 2      | 5     |
| 5    | Italia         | 2   | 1     | 1      | 4     |
| 6    | Finlandia      | 2   | 0     | 0      | 2     |
| 6    | Suiza          | 2   | 0     | 0      | 2     |
| 8    | URSS           | 1   | 5     | 5      | 11    |
| 8    | Bulgaria       | 1   | 2     | 1      | 4     |
| 9    | Checoslovaquia | 1   | 1     | 0      | 2     |
| 10   | España         | 0   | 2     | 1      | 3     |
| 11   | Hungría        | 0   | 1     | 0      | 1     |
| 11   | Suecia         | 0   | 1     | 0      | 1     |
| 13   | Reino Unido    | 0   | 0     | 2      | 2     |
| 14   | Yugoslavia     | 0   | 0     | 1      | 1     |
|      | TOTAL          | 20  | 20    | 20     | 60    |